# Герб Верхньосадового
Герб Верхньосадового затверджений 3 серпня 2004 р. рішенням Верхньосадівської сільської ради.

## Опис герба (блазон)
У зеленому полі червоний перев'яз справа, окантований комбінованою срібно-чорною облямівкою, на якому срібний меч із золотим руків'ям, покладений на золотий лавровий вінок; обабіч нього, вгорі — золоте виноградне гроно з золотими листками, а знизу — золоте яблуко з таким же листком.